# Київка (Апанасенковський район)
Київка (рос. Киевка) — село, що утворює муніципальне поселення «Сільське поселення Село Київка» Апанасенковського району Ставропольського краю Російської Федерації засноване українцями.

## Географія
Село розташоване на річці Дунда на відкритому місці в балці Дунде.
Відстань до крайового центру: 136 км.
Відстань до районного центру: 38 км.

## Історія
Засноване село селянами-переселенцями з Київської та Полтавської губерній 4 листопада 1876 року. В 1886 році в селі було збудовано і освячено православний храм в ім'я Святого Великомученника Димитрія Солунського.
Рішенням Президії Північно-Кавказького крайвиконкому від 4 грудня 1930 року населення села Київка було переселене, сільрада ліквідована. Територія села увійшла в організовану на території ліквідованого Дивенського району спецзону для розселення висланих куркулів і контрреволюційних елементів.
У 30-х роках XX століття сюди почали виселяти розкуркулених та спецпоселенців з Кубані, Дону і Ставрополля. Ними були створені чотири сільгоспартілі: «Хвиля революції», «Червоноармієць», «Сталінський шлях» та імені Чкалова. Після Другої світової війни, у якій брало участь все чоловіче населення Київки, відбулося об'єднання всіх сельхозартілей в один колгосп. Зона ризикованого землеробства, посушливий клімат не дозволяли вести тут вузькоспеціалізоване виробництво, тому крім зерна, вовни, племінного молодняку овець і баранини, колгосп виробляв молоко, свинину, овочі, баштанні, насіння багаторічних і однорічних трав, корми для тваринництва.
У 1955 році на базі кращої частини тонкорунних овець тут була створена племінна ферма. У наступні ж роки для поліпшення породи використовувалися високопродуктивні барани з держплемзаводу «Радянське руно» Іпатовського району, а з початку 1970-х років — австралійські мериносні барани. У 1972 році колгосп був переведений в розряд племінних заводів з розведення овець ставропольської породи і щорічно продавав від трьох до п'яти тисяч племінних тварин в різні регіони нашої країни і за кордон.

## Населення
Введіть назву об'єкта АТД
Національний склад
За підсумками перепису населення 2010 року в селі проживали такі національності (національності менше 1 %, див. у виносці до рядка «Інші»):
| Національність | Чисельність | Відсоток |
| -------------- | ----------- | -------- |
| Росіяни        | 1719        | 86,56    |
| Білоруси       | 81          | 4,08     |
| Даргинці       | 77          | 3,88     |
| Молдавани      | 20          | 1,01     |
| Інші           | 89          | 4,48     |
| Разом          | 1986        | 100,00   |

## Інфраструктура
- Будинок культури
- Ощадбанк, Доп. офіс № 5241/010

## Освіта
- Дитячий садок № 5 «Топольок»
- Середня загальноосвітня школа № 4. Відкрита 4 листопада 1966 року

## Економіка
- Колгосп-племзавод імені Леніна[5]

## Люди, пов'язані з селом
- Чесняк Віктор Іванович (1927—2002). З 1960 по 1997 рік — голова колгоспу-племзаводу імені Леніна. Лауреат премії Ради Міністрів СРСР. Нагороджений Орденом Леніна, Орденами Жовтневої Революції, Знаком Пошани, Почесний громадянин Апанасенковья (посмертно).
- Виродов Микола Петрович (нар. 1945 р., село Київка) — вівчар-селекціонер, Найкращий тваринник Ставрополля, кавалер ордена Трудового Червоного Прапора  [Архівовано 22 Грудня 2015 у Wayback Machine.]  [Архівовано 22 Грудня 2015 у Wayback Machine.]
- Долот Андрій Хомич (1898—1977) — Герой Соціалістичної Праці.
- Павло Кашуба (1913, село Київка — 1944) — капітан авіації РСЧА, льотчик, учасник Другої світової війни, Герой Радянського Союзу
- Мороз Василь Андрійович (нар. 1937 р.) — головний зоотехнік колгоспу-племзаводу ім. Леніна (1961—1987), Герой Соціалістичної Праці.

## Пам'ятники
- Пам'ятник воїнам, загиблим у роки Другої світової війни. Встановлений в 1961 році[6]

## Природа
- Державний природний заказник крайового значення «Манич-Гуділо». Утворений у грудні 2010 року[7]. Заказник на карті [Архівовано 18 Листопада 2021 у Wayback Machine.]